# Contabilidade financeira

Contabilidade Financeira é o campo da contabilidade relacionado com o resumo, análise e relatórios de transações financeiras relativas a um negócio.
Sintetiza a aplicação da matéria contábil de conformidade com a proposta teórica e prática de origem anglo-americana (financial accounting) que surgiu em meados do século XX, e que em suma representa uma vertente da Contabilidade que a direciona para a gestão financeira do capital aplicado da entidade e cuida da elaboração das demonstrações financeiras mediante princípíos de contabilidade geralmente aceitos (GAAP's).
A contabilidade financeira daria sequência a corrente da  Contabilidade administrativa, que já havia tido como embrião a chamada Contabilidade Departamental e a  Análise e  Consolidação de Balanços, técnicas desenvolvidas pelos primeiros gestores corporativos americanos. Essa corrente contraria a orientação científica dada pelos contabilistas europeus e principalmente italianos, naquilo que poderiamos denominar de Contabilidade Patrimonialista. Posteriormente, não satisfeitos em negar a teoria patrimonialista ou patrimonialismo, os teóricos americanos propuseram ainda o que foi inicialmente traduzido no Brasil por Contabilidade gerencial (do inglês Management Accounting), cujo objetivo era sair da rigidez dos principios contábeis geralmente aceitos (GAAP's), observância obrigatória da Contabilidade Financeira.
A contabilidade brasileira procurou incorporar inicialmente via legislação (lei 6.404/76), elementos tanto da escola financeira quanto da patrimonialista. Vide por exemplo o artigo 178, caput da citada legislação, que diz o seguinte:
"No balanço, as contas serão classificadas segundo os elementos do patrimônio que registrem, e agrupadas de modo a facilitar o conhecimento e a análise financeira da companhia".
Como se constata, há o direcionamento tanto para o patrimônio, quanto para objetivos financeiros. Dessa forma, a nosso ver ambas as expressões citadas (contabilidade financeira ou contabilidade patrimonialista) são imprecisas para representar o que seria a contabilidade empresarial brasileira e nunca deveriam ser consideradas como sinônimos. Contabilidade Geral ou Contabilidade Empresarial,seriam nesse caso as mais recomendáveis.
Alguns alegam que a Contabilidade Financeira na forma que é seguida pelos americanos, não se refere somente ao ramo da Contabilidade que trata do patrimônio financeiro (dinheiro), pois atualmente a Contabilidade Financeira se refere à Contabilidade voltada para os usuários externos à organização. Exatamente por se voltar para a sociedade, tal Contabilidade é estritamente regulada pela lei, na defesa dos interesses da sociedade. Mas essa evolução da Contabilidade Financeira em função de menor liberalismo e maior regulamentação, ocorreria depois de crises financeiras e econômicas nos Estados Unidos, como a de 1929; e escândalos contábeis como as fraudes em balanço verificadas na virada do milênio. Mas mesmo assim não houve uma convergência definitiva para a Contabilidade Patrimonial segundo a tradição da "Escola Latina", principalmente a Italiana (abordagem econômica) e o foco maior continua a abordagem financeira.
Vale ressaltar que a Contabilidade Gerencial, por ser voltada para os usuários internos da empresa (administração), tem maior liberdade perante a lei, e pode aplicar com maior precisão os princípios científicos contábeis.
É característico da Contabilidade Financeira:
- Elaboração das demonstrações financeiras
- Observância dos princípios contábeis
- Apuração do custo das mercadorias vendidas.
- Uso da Contabilidade de Custos para apuração.
- Avaliação do passado
- Confiabilidade
- Padrão
- Ênfase na Análise financeira em detrimento da Análise contábil, uma vez que não há a preocupação da qualificação científica do patrimônio.

Com as mudanças ocorridas na atividade contábil brasileira a partir da introdução dos softwares de gestão nas duas últimas décadas do século XX, tanto a Contabilidade gerencial quanto a Contabilidade financeira e outras técnicas da Contabilidade Administrativa, passaram a fazer parte daquilo que se denomina Sistema de Informação Contábil. Como esses programas seguem o padrão internacional, as especializações brasileiras como Contabilidade tributária e Contabilidade Pública não fazem parte da "plataforma" original, devendo quando necessárias ser adaptadas (customizadas) à mesma, o que traz imensas dificuldades aos profissionais contábeis do nosso país.